# Аладин и царят на разбойниците
„Аладин и царят на разбойниците“ (на английски: Aladdin and the King of Thieves) е американски анимационен филм от 1995 г. на Дисни. Продължение е на „Аладин“ (1992), „Аладин и завръщането на Джафар“ (1994) и анимационният сериал със същото име, част е от едноименния франчайз.

## Синхронен дублаж

### Гласове
| Роля     | Изпълнител                                          |
| -------- | --------------------------------------------------- |
| Аладин   | Александър Воронов (диалог) Тодор Георгиев (вокал)  |
| Жасмин   | Петя Абаджиева (диалог) Венцислава Стоилова (вокал) |
| Джин     | Христо Мутафчиев                                    |
| Яго      | Любомир Младенов                                    |
| Султан   | Кирил Кавадарков                                    |
| Касим    | Мариан Маринов                                      |
| Салук    | Николай Пърлев                                      |
| Продавач | Атанас Пенев (вокал)                                |
| Оракул   | Лидия Вълкова                                       |
| Разул    | Сава Пиперов                                        |
| Фазал    | Стефан Сърчаджиев                                   |

### Други гласове
| Владимир Бонев    |
| Георги Стоянов    |
| Пламен Чернев     |
| Стефан Младенов   |
| Стефан Сърчаджиев |

### Хор
| Антоанета Георгиева |
| Венцислава Стоилова |
| Гиргина Гиргинова   |
| Диана Василева      |
| Еделина Кънева      |
| Мария Николаева     |
| Анатоли Божинов     |
| Атанас Сребрев      |
| Богомил Спиров      |
| Ненчо Балабанов     |
| Николай Петров      |
| Орлин Павлов        |

### Песни
| Песен                                                         | Изпълнява                                                                                                |
| ------------------------------------------------------------- | --- |
| Има празник днес в Аграба Има празник днес в Аграба (реприза) | Христо Мутафчиев Любомир Младенов Кирил Кавадарков Мариан Маринов Тодор Георгиев Венцислава Стоилова Хор |
| Горд със своя баща                                            | Тодор Георгиев Венцислава Стоилова                                                                       |
| Тук добре дошъл бъди                                          | Анатоли Божинов Николай Петров Ненчо Балабанов Любомир Младенов Мариан Маринов Хор                       |
| Син и баща                                                    | Христо Мутафчиев Мариан Маринов Тодор Георгиев                                                           |
| Кой е с мен докрай                                            | Николай Пърлев Хор                                                                                       |
| Арабската нощ                                                 | Атанас Пенев                                                                                             |

## Българска версия
| Обработка                       | Александра Аудио (2004)                 |
| ------------------------------- | --------------------------------------- |
| Режисьор на дублажа             | Ваня Иванова                            |
| Преводач                        | Нина Гавазова                           |
| Музикален режисьор              | Десислава Софранова                     |
| Музикален асистент              | Цветомира Михайлова                     |
| Превод на песните               | Десислава Софранова Цветомира Михайлова |
| Тонрежисьор на записа           | Петър Костов                            |
| Творчески ръководител           | Венета Янкова                           |
| Продуцент на българската версия | Disney Character Voices International   |